# 週刊 世界百不思議
週刊 世界百不思議（しゅうかん せかいひゃくふしぎ）は、講談社の発行している雑誌である。2009年2月26日創刊。全50巻。毎週木曜発売。定価は580円（創刊号のみ190円）。
超古代、UFO、UMA、伝説、超能力など世界のミステリーを紹介する雑誌。

## 巻の概要

### 創刊号
隠されたUFO事件を暴く!
1608年ジェノヴァで「UFOvs.地球軍」大戦争
「異星人の遺体回収」FBI文書を入手した!
ナチスが作った軍事兵器UFO
三島由紀夫と「空飛ぶ円盤観測会」
宮本武蔵の妖怪退治と姫路城七不思議
広島・葦嶽山にピラミッド発見
コナン・ドイルが愛した「妖精と美少女」
スフィンクス最新の謎「地下迷宮」がある!
創刊号特別付録・予言するドル紙幣